# Otto Holzapfel
Otto Holzapfel (* 5. februar 1941 i Beeskow/Spree, Brandenburg) er en tysk folkemindeforsker (Folkeminde) og filologisk orienteret viseforsker. Han er professor ved universitetet i Freiburg im Breisgau (i pension).
Han er døbt i Haderslev, vokset op hos bedsteforældrene Emma, født Nissen-Sommersted, og stiftamtmand Christian Ludvig Lundbye, og han gik i folkeskolen i København. Efter 1950 lærte han tysk hos sin farmor i Østrig, og familien levede bl.a. i Bad Kissingen (Bayern) og i Offenbach am Main (Hessen). Han studerede skandinaviske sprog hos Klaus von See, ældre tysk filologi og folkemindeforskning i Frankfurt am Main og promoverede 1969 med et tysk disputats om danske folkeviser (Folkevise). Holzapfel skrev 1984 i Freiburg et tysk habilitationsskrift om det litterære billede af tyskerne i dansk litteratur (784 s., upubliceret). 1970 blev han arkivar ved „Deutsches Volksliedarchiv“ (tysk visearkiv) i Freiburg, hvis ledelse han overtog i 1996. Holzapfel var seniorstipendiat i Odense ved „Laboratorium for folkesproglig middelalderlitteratur“ fra 1977 til 1980. Han har undervist ved universitetet i Zürich og i Tyrkiet. Intensivt er stadigvæk samarbejdet med „Volksmusikarchiv des Bezirks Oberbayern“.
Som centrale begreb til forståelsen af (danske) folkeviser / ballader Folkevise har Holzapfel arbejdet med de „episke formler“ og teorier omkring vilkår for og tilblivelsen af tekstvarianter i (tysk) viseoverlevering. Bl.a. som hovedudgiver af flere bind af standardværket Deutsche Volkslieder mit ihren Melodien: Balladen (1935 – 1996) har han øget vores viden om traditionelle (tyske) episke viser og populære (tyske) viser i almindelighed.

## Publikationer (udvalg)
- „En tre-dage-formel i folkevisen“. I: Danske Studier 1968, s. 17 – 26 (samme sted: „Folkeviseformler i Den danske rimkønike“, s. 94 – 97).
- Studien zur Formelhaftigkeit der mittelalterlichen dänischen Volksballade (Studier til formelagtigheden i den middelalderlige danske folkeballade). Disputats, Frankfurt am Main: Universitetstrykkeriet, 1969. 158 s., illustrationer. - Mikrofiches Egelsbach: Hänsel – Hohenhausen, 1994 (anmeldt af bl.a. Iørn Piø. I: Danske Studier 1970, s. 155 f., og Bengt Holbek. I: Arv 29/30, 1973/74, s. 16 f.).
- „Sammlung Berggreen im Deutschen Volksliedarchiv“. I: Jahrbuch für Volksliedforschung 16 (1971), s. 179 – 181 (om en udgave af A.P. Berggreen, Folke-sange og melodier, 1842 ff., som blev købt af Deutsches Volksliedarchiv).
- [oversat fra svensk] Sigfrid Svensson: Einführung in die Europäische Ethnologie (efter Introduktion till Folklivsforskningen, 1969). Meisenheim am Glan: Hain, 1973. 206 s., illustrationer. ISBN 3-445-11003-4.
- „Stabilität und Variabilität einer Formel. Zur Interpretation der Bildformel ‚Figur zwischen wilden Tieren‘ […]“ (Stabilitet og variabilitet af en formel. Interpretation af billedformlen ‚figur mellem vilde dyr‘). I: Mediaeval Scandinavia 6 (1973 [Odense Universitetsforlag], s. 7 – 38 (med illustrationer).
- Die dänischen Nibelungenballaden: Texte und Kommentare (= Göppinger Arbeiten zur Germanistik. 122). Göppingen: Kümmerle, 1974. 250 s. ISBN 3-87452-237-7 (bl.a. om Danmarks gamle Folkeviser nr. 2 til 5 og DgF nr. 7 til 9, 11, 16 til 18, 22 og 23 [dansk tekst og oversat til tysk] og fortællestoffet omkring de ældre forlæg til bl.a. Nibelungenlied; anmeldt bl.a. af Erik Dal. I: Danske Studier 1976, s. 157 f.).
- Bibliographie zur mittelalterlichen skandinavischen Volksballade (Bibliografi til den middelalderlige nordiske folkevise) (= NIF publications.“ 4). Turku: Nordic institute of folklore, 1975. 114 s. ISBN 951-95198-3-1.
- Folkevise und Volksballade: Die Nachbarschaft deutscher und skandinavischer Texte (Folkevisen og den tyske folkeballade: naboskabet af tyske og nordiske tekster) (= Motive. 6). München: Fink, 1976. 199 s., nodeeksempler. ISBN 3-7705-1301-0 (anmeldt bl. a. af Bengt Holbek. I: Jahrbuch für Volksliedforschung 21, 1976, s. 223 – 225).
- „Politisk vise og tysk folkesang: Wyhl 1975“. I: tradisjon 6 (Bergen, Norge, 1976), s. 31 – 40 (tyske protestviser mod atomkraft; illustrationer).
- „Anmeldelse af Danmarks gamle Folkeviser, bind 11 – 12, 1976. I: Jahrbuch für Volksliedforschung 22 (1977), s. 175 – 177.
- [sammen med mit Julia McGrew og Iørn Piø som udgiver] The European Medieval Ballad: A Symposium. Odense: University Press, 1978. 121 s. ISBN 87-7492-239-4.
- Det balladeske: Fortællemåden i den ældre episke folkevise. Odense: Universitetsforlag, 1980. 122 s., illustrationer. ISBN 87-7492-315-3 (anmeldt bl. a. af Karl-Ivar Hildeman. I: Sumlen [Stockholm] 1981, s. 148 – 150).
- „Hjertebogen - hjertebøger“. I: Sumlen [Stockholm] 1980, s. 47 – 50, illustrationer.
- Sang og vise (= Polo). København: Munksgaard 1981. 80 s., illustrationer (teksthefte 39 s., nodeeksempler; lydbånd). ISBN 87-16-08155-2.
- [sammen med Flemming G. Andersen og Thomas Pettitt som udgiver] The Ballad as Narrative: Studies in the Ballad Tradition of England, Scotland, Germany, and Denmark. Odense: University Press, 1982. 162 s. ISBN 87-7492-392-7.
- „Førsteopponentens innlegg“ [Å. G. Blom, doktordisputation, Oslo 1984]. I: Norveg 28 (Oslo 1985), s. 129 – 146.
- „Kartoffeltysker (Kartoffeltyskere) und Speckdäne. Aspekte volkskundlicher Vorurteilsfor-schung“. I: Schweizerisches Archiv für Volkskunde 83 (1987), s. 23 – 40 (omkring fordomsforskningen).
- Lexikon der abendländischen Mythologie (Leksikon af den occidentale mytologi). Freiburg im Breisgau: Herder, 1993/2007. 461 s., illustrationer. ISBN 3-451-22487-9 (forskellige oplag og licens-udgaver indtil 2010).
- Das deutsche Gespenst: Wie Dänen die Deutschen und sich selbst sehen (Det tyske spøgelse: Hvordan danskerne ser på tyskerne og på sig selv). Kiel: Butt, 1993. 126 s., illustrationer. ISBN 3-926099-29-1 (omkring fordomsforskningen).
- „Langebeks kvart: Die deutschen Lieder in Langebeks Quarthandschrift (ca. 1560 – 1590)“. I: Svøbt i mår. Dansk Folkevisekultur 1550-1700. Bind 3, redigeret af Flemming Lundgreen-Nielsen og Hanne Ruus. København: Reitzel, 2001, s. 47 – 238, illustrationer. ISBN 87-7876-133-6.
- „Anmeldelse af: Sigurd Kværndrup: Den østnordiske ballade – oral teori og tekstanalyse (København 2006). I: Danske Studier 2006, s. 177 – 180.
- Liedverzeichnis: Die ältere deutschsprachige populäre Liedüberlieferung (Visefortegnelse: den ældre tyske populære viseoverlevering). Bind 1 – 2. Hildesheim: Olms, 2006. 1578 s. [CD-ROM update 2009], ISBN 3-487-13101-3 og ISBN 3-487-13102-1.
- „Anmeldelse af: Lene Halskov Hansen: Balladesang og kædedans (København 2015). I: Danske Studier 2016, s. 210 – 219.
- Liedverzeichnis: Die ältere deutschsprachige populäre Liedüberlieferung (Visefortegnelse: den ældre tyske populære viseoverlevering); illustreret) = Online update Liedverzeichnis. Die ältere deutschsprachige populäre Liedüberlieferung. Onlinefassung, März 2023 (17 PDF-Dateien, zusammen 159  MB). - Update 2024 = Holzapfel Liedverzeichnis = EBES-Volksmusik = https://www.ebes-volksmusik.de
- „Begriffsfeldanalyse: Anregungen aus einem dänischen Buch von Kristoffer Nyrop (1901) [Ordenes Liv]“. I: Ege Germanistik, ed. Saniye Uysal Ünalan, Izmir [Tyrkiet]: Bornova-İzmir, Ege Univ., 2022 (Forschungen zur deutschen Sprache, Literatur und Kultur, Band 1) [online], s. 149 – 159.
- „Sprachexperimente und Sprachentwicklung“. I: Mezopotamya Disiplinlerarası Çalışmalar Dergisi / Mesopotamia Journal of Interdisciplinary Studies [türkisk online-tidsskrift] Elazığ / Türkei 2022, vol. 2, S.  79–90 (bl. a. med diskussion af Carl Erik Soyas roman „Sytten“ fra 1953 som et eksempel for eksperimenter med sproget).
- Genealogie (update 2024) = https://de.geneanet.org = oholzapfel
- „Kobler-Spängler-Briefe“ = Salzburgwiki (update 2024) = https://www.sn.at